# مرکلین
مِرکلین (انگلیسی: Märklin) شرکت اسباب‌بازی آلمانی است، که در زمینه طراحی و ساخت انواع اسباب‌بازی، خانه‌های عروسکی و محصولات مدل‌سازی شده، فعالیت می‌کند.
شرکت مِرکلین در سال ۱۸۵۹ توسط تئودور فریدریش ویلهلم مارکلین تأسیس شد. دفتر مرکزی این شرکت در شهر گپینگن، آلمان قرار دارد.